# Regular Ordinary Swedish Meal Time
Regular Ordinary Swedish Meal Time é uma série do YouTube onde a culinária sueca é feita com violência, de um modo extremo e paródico.

## História
Regular Ordinary Swedish Meal Time (ROSMT, ou SwedishMealTime: SMT) começou no apartamento do estudante Niclas Lundberg em Uma, Suécia. Influenciado e inspirado por Epic Meal Time, Macho Salad, e outros programas de nicho culinário, Isak Anklew pensou que seria uma boa ideia filmar Niclas cozinhando um pouco de comida. O resultado foi o primeiro episódio, “Spaghetti Explosion” (Espaguete Explosivo).
Isak estava visitando Uma naquela semana em particular e retornou à Malmö para finalizar seus estudos. Niklas Odén, Anders Söderman e Tom Brännström decidiram participar e criar o segundo episódio, “Meatball Massacre” (Massacre das Almôndegas). Depois que esse episódio foi lançado, o elenco teve uma discussão e votou: se o terceiro episódio, “Sidepork Pandemonium” (Pademônio da Carne de Porco) recebesse mais de 50 mil visualizações em 5 dias, eles fariam outro episódio na semana seguinte. Se não, eles deixariam um longo intervalo para os estudos universitários.
O novo episódio recebeu mais de 250 mil visualizações até o domingo seguinte, e Regular Ordinary Swedish Meal Time tornou-se série semanal.
Nas semanas que se seguiram o programa foi mostrado nas TVs suecas SVT e TV4 assim como na rádio sueca P4.
Ao final da primeira temporada, uma campanha no Facebook chamada “The Mayo Mystery” (O Segredo da Maionese) foi revelada com um vídeo de vinte segundos que dizia apenas: "The Mayo Mystery - Starting March 14 @ Facebook." (O Segredo da Maionese - Começa 14 de março no Facebook).

## Hardware
Câmera(s):
- 2x Canon EOS 7D

Lentes:
- Canon EF-S 15-85/3.5-5.6 IS USM
- Canon 50/1.8 II

## Elenco
- Niclas Lundberg, diretor, co-fundador, ator principal, editor, herói na indústria culinária.
- Isak Anklew, administrador, diretor, co-fundador.
- Niklas Odén, produtor, assistente de câmera, comedor.
- Anders Söderman, produtor assistente, operador de câmera.
- Tom Brännström, produtor assistente, chef assistente, comedor.